# Ben Laurie
Ben Laurie est un fondateur de la Apache Software Foundation, un membre de l'équipe centrale de OpenSSL, un membre du Shmoo Group, un dirigeant du Open Rights Group, Directeur de la Sécurité chez The Bunker Secure Hosting, membre fondateur de FreeBMD (en) et membre de FreeBSD.
Ben Laurie fait partie de l'Advisory Board du site lanceur d'alerte WikiLeaks.

## Sources
- (en) Home page
- (en) Blog
- (en) Apache-SSL
- (en) Ben Laurie on his involvement with Google Caja project
- (en) web.archive.org : Advisory Board de WikiLeaks